# Bay United FC
Bay United FC – południowoafrykański klub piłkarski z siedzibą w mieście Port Elizabeth, a od 2010 w Polokwane, działający w latach 2008–2012, grający niegdyś w południowoafrykańskiej pierwszej lidze.

## Stadion
Domowe mecze klub początkowo rozgrywał na stadionie o nazwie Wolfson Stadium w Port Elizabeth mogącym pomieścić 10 tys. widzów. Po przenosinach w 2010 roku do Polokwane klub grał na stadionie Old Peter Mokaba Stadium w Polokwane, który mógł pomieścić 15 tys. widzów.

## Reprezentanci kraju grający w klubie
Stan na styczeń 2023.
- Phumelele Bhengu
- Hilton Jordaan
- Jimmy Kauleza
- Peter Khoabane
- Patrick Mayo
- MacDonald Mukansi
- Siyabonga Nontshinga
- Cyril Nzama
- Nhlanha Vilakazi
- Noah Maposa
- Modiri Marumo
- Moemedi Moatlhaping
- Pontsho Moloi
- Marcel Nkueni Mayala
- Musasa Muamba
- Dikete Tampungu
- Jimmy Zakazaka
- Danzyl Bruwer
- Paulus Shipanga
- Linos Chalwe
- Given Singuluma